# Сажинов Павло Олександрович
Сажинов Павло Олександрович (28 квітня 1971) — звукорежисер, клавішник рок-гурту «Король и Шут». Сажинов разом з гуртом "Северный Флот" відвідував окупований Крим, вже після початку Повномасштабного вторгнення.

## Біографія
Сажин Павло Олександрович народився 28 квітня 1971 року в п. Опарін Кіровської області. Майже одразу переїхав з батьками в Архангельськ, де закінчив школу й вступив до Архангельського музичного училища по класу теорії музики. Організував першу в Архангельську електронну групу, яка називалася «Гіпноз». У 1996 році переїхав в Санкт-Петербург, де вступив до Санкт-Петербурзьку державну академію культури.

У «Король и шут» потрапив, прочитавши оголошення про пошук звукорежисера в газеті «Реклама Шанс». Понад 10 років роботи було віддано звукорежисурі, поки в 2007 році не увійшов до складу групи як клавішник, дебютувавши на фестивалі «Рокот Балтики».

Крім цього в Петербурзі співпрацював з групами «Jet» та «Бразилія».

## Цікаві факти
- Павло є фанатом групи «Rammstein». На концерті в Омську 2008 року на його прохання «Король и Шут» грали невеликий уривок пісні групи «Rammstein» — Du Hast.